# 隱藏式字幕

美國電視節目隱藏式字幕標誌

隱藏式字幕（英語：Closed Captioning，简称CC）是電視節目或影碟中为有特殊情况或者需要的觀眾而准备的字幕，例如观众在听力上有障碍，或者需要无音条件下观赏节目。此时字幕中可使用一些解释性的语言来描述节目内容。另外可排除字幕之间互相遮掩的情况。这种字幕常見於DVD-Video與藍光光碟。如果電視節目或影碟有提供隱藏式字幕，只要按一下相關按鈕，即可開啟字幕。在模拟电视技术中，隐藏字幕透過阴极射线管在显示画面时出现的垂直空白间隙（Vertical Blank Interval, VBI）来实现。
此功能在美國、加拿大、菲律賓、澳洲、紐西蘭的電視節目適用。

## 历史

### 开放式字幕（Open captioning）
1972年，公共广播服务（PBS）的《法国大厨》（The French Chef）开始定期播出开放式字幕节目。 随后，WGBH也为《Zoom》、《ABC世界新闻今夜》和《Once Upon a Classic》等节目加入了开放式字幕。

### 隐藏式字幕的技术发展
1971年12月，在田纳西大学举办的第一届“听障人士电视会议”上，美国首次展示了隐藏式字幕技术。 第二次展示于1972年2月15日在盖洛德大学（今盖洛德大学）举行，由美国广播公司（ABC）与国家标准局联合，将字幕嵌入《霹雳队》（The Mod Squad）的常规节目中进行演示。
同一时期，英国广播公司（BBC）也在测试其Ceefax文本广播服务，并基于此开发字幕系统，合作对象为南安普顿大学的阿兰·纽维尔教授（Alan Newell），其研究始于20世纪60年代末。
1973年，PBS下属的WETA成功地进行了隐藏字幕的编码和广播实验。 基于这些测试，美国联邦通信委员会（FCC）在1976年将“第21扫描线”（Line 21）划作隐藏字幕传输用途。PBS工程师随后开发了用于预录节目字幕编辑的控制台。
英国BBC于1979年首次为预录节目提供隐藏字幕，基于图文电视（Teletext）架构。

#### 实时字幕（Real-time captioning）
1982年，美国国家字幕协会（National Captioning Institute）开发了实时字幕系统。 最初使用速记打字机，由打字员以每分钟高达375词的速度输入内容，字幕可在发言后2至3秒内出现在屏幕上。
随着语音识别技术的发展，部分实时字幕开始自动化。在BBC体育节目中，常由“转述员”（re-speaker）清晰复述现场解说，供自动识别系统生成字幕，虽然偶尔会出现错误。
1980年代，DARPA资助卡内基梅隆大学等机构开发自动语音识别软件。1990年代，该项目加入新闻转录功能的研究。 随后，出现了基于人工智能的实时字幕生成系统。

### 全面推广阶段
1979年，美国成立国家字幕协会以推动主流电视台合作。 1980年3月16日，美国电视首次定期播出带有隐藏字幕的节目。 PBS开发了“Line 21解码器”，由西尔斯百货公司以“Telecaption”品牌销售。 首批节目包括NBC的《迪士尼奇妙世界》播出的电影《闪电小子续集》，ABC的《周日晚间电影》播出的《硬汉子》，以及PBS的《名剧欣赏》。
自2010年起，BBC在其7个主要频道（BBC One、BBC Two、BBC Three、BBC Four、CBBC、CBeebies 和 BBC新闻频道）全部提供字幕服务。
BBC iPlayer于2008年推出，成为全球首个提供广播级字幕服务的视频点播平台。

### 美国的立法发展
1991年，美国国会通过《电视解码电路法案》， 要求所有13英寸及以上的模拟电视屏幕内建字幕解码功能，自1993年7月1日起生效。
同年通过的《美国残疾人法案》（ADA）也保障残障人士获取视听信息的平等权利。 ADA第三章要求公共场所如医院、购物中心等提供语音信息的可访问版本。
FCC要求所有节目提供英文或西班牙文字幕，除非符合特定豁免条件，例如收入不足300万美元的新频道或地方节目。
《1996年电信法》进一步扩展了上述要求至数字电视，自2002年7月1日起实施。 自2010年起，所有西班牙语节目也必须提供字幕。
2010年，《21世纪通讯与视频可访问性法案》通过， 要求ATSC解码器遥控器具备字幕开关按钮，并规定网络播放的电视内容也需提供字幕。
2014年2月20日，FCC一致通过实施字幕质量标准， 规范准确性、时效性、完整性与位置。
2015年，夏威夷州规定每部影片每周至少有两场字幕放映。2022年，纽约市通过法律，要求影院每部电影每周至少安排4场字幕场次。
包括波士顿、波特兰、罗切斯特和华盛顿州在内的多个城市和州政府要求公共场所的电视始终开启字幕。

### 菲律宾
根据第10905号共和国法案修订要求，菲律宾所有电视网必须提供隐藏式字幕。 截至2018年，该国三大电视网正在测试节目传输中的隐藏字幕系统：
- ABS-CBN在下午播出的《三点祈祷》中启用隐藏字幕
- TV5在午间和夜间直播新闻节目中实施字幕服务
- GMA电视台曾为新闻节目提供字幕但已停止服务

目前仅部分精选韩剧、本土及外国电影，以及《德鲁游记》（Biyahe ni Drew）与《厨房偶像》（Idol sa Kusina）等节目提供完整隐藏字幕。
自2016年起，所有菲律宾语电影及部分流媒体服务（如iWant）已在特定场次提供英文字幕。此项法规由宿雾市议员小杰拉尔德·安东尼·古拉斯提出，旨在规范菲律宾两种官方语言的使用标准，由于菲律宾民众尚未完全掌握英语词汇。

### 澳大利亚的立法发展
澳大利亚政府于1981年提供种子基金，用于建立澳大利亚字幕中心（ACC）及购买设备。ACC的字幕服务于1982年启动，澳大利亚政府的进一步拨款使ACC实现并维持了财务自给自足。该机构现名为澳大利亚媒体接入（Media Access Australia），于2005年12月将其商业字幕部门出售给红蜂媒体（Red Bee Media）。红蜂媒体至今仍在澳大利亚提供字幕服务。

### 新西兰的资助发展
1981年，TVNZ举办电视马拉松（telethon）为图文电视编码设备筹款，该设备用于为听障人士创建和编辑基于文本的广播服务。该服务于1984年投入使用，其字幕制作与导入费用由公共广播费承担，直至NZ On Air纳税人基金成立。该基金目前用于：
- 为NZ On Air制作的内容和TVNZ新闻节目提供字幕服务
- 将EIA-608美式字幕转换为EBU优先采用的STL格式（仅限TVNZ 1、TV 2和TV 3频道）
- 向FOUR频道及部分Sky节目提供存档字幕

2012年下半年，TV3与FOUR开始在其高清服务中提供非图文电视的DVB图像字幕，并在卫星服务中使用相同格式。此举导致：
- 服务器负载引发严重时序问题
- 多数标清DVB-S接收器（如天空电视台提供的设备）无法显示字幕

自2013年4月2日起，仅保留图文电视801页的字幕服务，非字幕类图文电视资讯内容全面停用。

## 术语
术语“隐藏式”（closed）字幕指的是字幕在默认状态下对观众不可见，通常需要通过遥控器或菜单选项手动开启。相对地，“开放式”（open）、“嵌入式”（burned-in、baked on）、“硬编码”（hard-coded）或简称“硬字幕”（hard）则表示字幕直接嵌入视频中，所有观众均可见。
在美国和加拿大，字幕（subtitles）与字幕（captions）有不同含义。“字幕”通常假设观众能听见，但无法理解语言或口音，或语音不够清晰，因此仅转录对话和部分屏幕文字；而“字幕”（captions）则旨在为聋人和听力障碍者传达所有重要的声音信息——包括对白、非语言声音信息（如说话人身份、语气），以及重要的音乐或音效，通常以文字或符号形式呈现。此外，“隐藏式字幕”（closed caption）一词还常用于指代EIA-608编码，这是与NTSC制式视频兼容的字幕编码标准。
在英国、爱尔兰共和国和其他一些国家，“字幕”与“字幕”（captions）不作区分，普遍采用“字幕”（subtitles）这一术语。 其中“字幕”用于听障人士时，通常称作“为听障人士提供的字幕”（subtitles for the hard of hearing）。字幕的存在往往通过屏幕上的提示标示，如“Subtitles”，或早期的“Subtitles 888”或“888”（后两者指代图文电视中用于字幕的频道编号）。因此，“字幕”一词也被用来指代基于Ceefax系统的图文电视字幕格式，该格式与PAL制式视频兼容。
在一些引进大量美国影视作品的市场，如澳大利亚与新西兰，由于许多视频开头已叠加了美国的“CC”隐藏式字幕标识，原术语“subtitles”已被“captions”所取代。在新西兰，广播机构会在屏幕上叠加一个带斜线的耳朵标志，表示为听障人士提供字幕，尽管目前已统一称为“字幕”（captions）。在英国，现代数字电视大多数节目均提供字幕服务，因此不再特别标注哪些节目提供字幕。
在欧洲多数市场的遥控器中，电视、DVD播放器等设备上控制字幕显示的按键通常标有“SUB”或“SUBTITLE”。

## 电视与视频

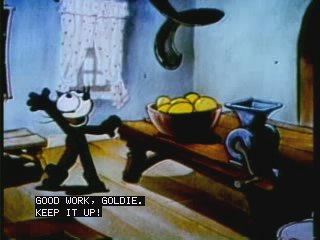
弹出式隐藏字幕效果演示

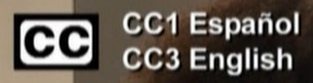
CC1和CC3字幕频道推广标识（Telemundo电视台）

对于直播节目，电视节目音轨中的语音内容由操作员（语音转文本记录员）通过速记机或速记面罩设备进行实时转录，计算机即时将语音输出转换为文字并显示在屏幕上。该技术由BBC的Ceefax图文电视服务于1970年代首创。在与BBC合作下，一名大学生完成了首个用于此目的的语音转文本程序研发项目。直播节目（如新闻简报、体育赛事、娱乐直播等）的字幕常会出现数秒延迟，这是因为系统无法预知说话内容，需待语句说完后才能生成字幕。自动语音识别系统在训练后可准确识别单一音源，因此自2003年起BBC采用复述员转述广播内容的方式实现直播字幕。这种实时字幕也属于实时文本技术范畴。ESPN体育赛事则使用配备专用速记键盘和定制词典的法庭记录员。
当节目脚本可提前获取时（如预录内容），字幕经编辑后随节目同步显示。对于直播混合型节目（如新闻播报），则采用组合技术实现字幕。
所有NTSC制式节目均将字幕编码于垂直空白间隔第21行（画面不可见区域）。ATSC（数字电视）节目则包含三路字幕流：两路向后兼容的"第21行"字幕，以及最多63路EIA-708格式附加字幕流。
PAL和SECAM制国家（625行，50场/秒）使用图文电视而非EIA-608进行字幕调制存储，但第21行字段的预处理方法类似。家用Beta和VHS录像带因PAL制使用更多VBI行数需进行字段下移，但仅有少数欧洲PAL录像机支持此功能。图文电视字幕无法被标清VHS录像机存储（因缺乏字段移位支持），但专业S-VHS设备可完整录制。VHS带宽限制导致图文电视字幕错误率较高，故常单独存储于软盘。DVD采用独立字幕系统，在数据流中数字插入，播放时解码为视频。

### 字幕样式
第21行隐藏字幕主要有两种形式：
- 滚动式（Roll-up）：实时字幕逐词从左向右显示，满行后整体上滚。通常位于屏幕底部，也可置于任意1-14行以避免遮挡画面。适用于无预制文件的实时字幕场景。
- 弹出式（Pop-on）：整句字幕瞬间显示于1-14行。用于预录节目，需配合预制文件（如Scenarist或EBU STL格式）。直播应用需视频延迟以避免字幕不同步。

### 字幕格式示例
TVNZ无障碍服务与红蜂媒体（BBC/澳大利亚）：
```
机器已准备就绪。
```

```
引擎启动中
（加速驶离）

```

英国IMS（ITV/天空电视台）：
```
(男) 机器已准备就绪。（引擎启动）

```

美国WGBH无障碍服务：
```
男：机器已准备就绪。（引擎启动）

```

美国国家字幕研究所：
```
男：机器已准备就绪。
[引擎启动]

```

美国CaptionMax：
```
- 机器已准备就绪。
[引擎启动]

```

美国实时滚动式字幕：
```
>> 男：机器已准备就绪。
[引擎启动]

```

非美实时滚动式字幕：
```
男：机器已准备就绪。
(引擎启动)

```

美国VITAC：
```
男：
机器已准备就绪。
[ 引擎启动 ]

```

### 技术规范
EIA-608原始规范存在字符集局限（仅支持英语基本字符），后扩展为支持法语/西班牙语/葡萄牙语等美洲语言，但扩展字符因解码器兼容性问题未普及。数字电视EIA-708标准虽支持全球字符集，但在DVB国家主要使用EBU图文电视扩展字符集。
字幕常经编辑优化可读性（180-300词/分钟），但电视审查时字幕未必同步删减。"TV Guardian"机顶盒可通过检测字幕中的敏感词实现音频屏蔽。
第21行数据流包含多路复用频道：
| 字段    | 频道 | 功能                         |
| ------- | ---- | ---------------------------- |
| 奇数场1 | CC1  | 主音频字幕                   |
| 奇数场1 | CC2  | 次音频字幕（早期解码器支持） |
| 奇数场1 | T1   | 字幕相关文本（如网址）       |
| 奇数场1 | T2   | 字幕相关文本                 |
| 偶数场2 | CC3  | 第二语言字幕（推荐）         |
| 偶数场2 | CC4  | 第四字幕流                   |
| 偶数场2 | T3   | 字幕相关文本                 |
| 偶数场2 | T4   | 字幕相关文本                 |
| 偶数场2 | XDS  | 扩展数据服务（节目信息）     |

如Univision和Telemundo等西语电视台在CC3提供英文字幕，加拿大广播公司则用法语字幕占据CC3频道。图文电视因多VBI行支持可提供更多语言字幕。

#### 技术细节
最初的第21行规范在排版层面存在诸多缺陷，例如缺乏英语外其他语言字幕所需的字符集。此后核心字符集已扩展，新增了相当数量字符，可满足北美和南美常见语言（如法语、西班牙语和葡萄牙语）的基本需求，但这些扩展字符并非所有解码器的强制支持项，日常使用中仍不可靠。该问题已通过两种方案基本解决：西欧市场采用完整字符集，韩国与日本市场则采用私有Norpak扩展方案。数字电视的完整标准EIA-708虽支持全球字符集，但因采用自有扩展字符集的EBU图文电视在DVB国家占据主导地位，其应用极为有限。
为提升可读性并减少屏幕文本量，字幕常需编辑处理。编辑程度从轻微（仅偶尔遗漏次要语句）到重度（几乎逐句压缩演员台词）不等，编辑标准以每分钟字数（WPM）为度量（通常180-300词），具体因节目类型而异。冒犯性词语同样会被字幕化，但若节目经电视播前审查，广播公司未必同步编辑字幕。家长可使用"电视卫士"（TV Guardian）机顶盒屏蔽节目中的冒犯性语言——当设备检测到字幕含敏感词时，将在对应时段屏蔽或静音音频信号。

### 字幕频道
第21行数据流包含多个多路复用数据频道：
- **奇数场1**含四个频道：

```
 * CC1/CC2：同步主/辅字幕

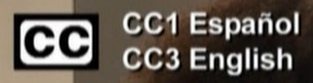
宣传CC1和CC3字幕的电视台标（位于Telemundo频道）

 * T1/T2：字幕相关文本（如网站
URL
）
```

- **偶数场2**含五个频道：

```
 * CC3/CC4：附加同步字幕
 * T3/T4：字幕相关文本
 * 扩展数据服务（XDS）：提供当前/下一个
EPG
详情（遵循CEA-608标准）
```

由于CC1与CC2共享带宽，当CC1数据量过大时CC2空间将受限，故CC2通常仅用于主音频字幕。同理，CC3与CC4共享第二字段带宽。早期解码器仅支持CC1/CC2单字段解码，导致第二语言SAP字幕常置于CC2引发带宽问题。对此，FCC建议双语节目应将第二语言字幕置于CC3频道。例如：
- Univision和Telemundo等西语电视台在CC3提供英文字幕
- 加拿大广播机构在CC3传输法语SAP字幕
- 韩国与日本采用相同实践

图文电视因支持多行垂直空白间隔，可提供更多语言字幕频道。但仅有欧洲国家在采用NICAM双单声道或Zweikanalton技术的第二语言音轨时使用第二字幕页。

## 数字电视的互通性问题
美国的高级电视系统委员会（ATSC）数字电视系统最初规定了两种不同的隐藏字幕数据流标准：一种是与模拟兼容的旧式格式（通过第21行传送），另一种是现代的、仅适用于数字系统的CEA-708格式。这两种格式均嵌入于视频流中。
联邦通信委员会（FCC）要求广播公司同时传送（并在需要时生成）两种数据流格式，其中CEA-708格式通常是对第21行格式的转换。
相比之下，加拿大的加拿大广播电视及电信委员会（CRTC）并未强制广播商必须采用双格式或统一格式。为避免高昂的转换成本，大多数广播机构选择同时提供EIA-608字幕和通过CEA-708封装的转码版本。

### 数字电视的不兼容问题
许多观众发现，尽管广播信号中包含隐藏字幕，他们的新数字电视或机顶盒却无法正确显示这些字幕。
在模拟时代，字幕信息通过复合视频方式嵌入“第21行”，但数字视频接口（如数字视觉接口和高清多媒体接口）缺乏类似功能。当字幕信息以MPEG-2数据编码时，只有负责解码MPEG-2的“源”设备（如DVD播放机或地面/有线电视接收器）才能读取字幕信息，而目前并无标准可将其单独传送至显示器。
因此，字幕的叠加功能已从电视端转移至“源”设备。这意味着“静音时自动显示字幕”等传统功能在使用HDMI或DVI连接时失效，设备必须将字幕文字直接叠加于图像中。
部分设备虽然具备字幕叠加能力，但其启用方式复杂。以摩托罗拉 DCT-5xxx与6xxx系列机顶盒为例，需关机后通过隐藏菜单设置开启字幕，且无法使用遥控器控制。历史上，DVD播放机、录像机与机顶调谐器仅需传递字幕信号至电视机，因此未被强制具备叠加功能。
尽管许多现代数字电视接收器可直接连接有线信号，但用户常因缺乏统一字幕传送标准或字幕未被强制叠加而无法接收隐藏字幕，尤其影响听障与聋人群体。
在DVB-T与DVB-S系统中，隐藏字幕信号源自欧洲广播联盟（EBU）的Ceefax图文电视系统，并随信号嵌入传输。 然而，部分频道（如ITV1）在Sky Digital平台上不传输模拟图文电视，但可通过机顶盒“服务”菜单访问内嵌字幕，或使用遥控器“帮助”键打开。
英国广播公司（BBC）的字幕编辑规范最初源于图文电视，现被多家欧洲广播机构作为字幕编辑与设计的最佳实践标准。

### 新西兰
在新西兰，隐藏字幕使用基于Ceefax的EBU图文电视系统，通过卫星电视与有线电视的DVB广播传输。然而，MediaWorks New Zealand旗下频道自2012年起全面改用游程编码（RLE）格式的Freeview字幕，适用于卫星与超高频（UHF）播出，延续新西兰电视台在Freeview HD（DVB-UHF）播出中采用的做法。
此举使得通过复合视频连接的电视机无法解码字幕。此外，这些预渲染字幕使用不透明背景和较大字体大小，比起现代半透明背景遮挡画面更多。

### 数字电视字幕标准的改进
CEA-708标准在字幕功能方面进行了显著增强，包括：
- 更丰富的字符集（含变音符号与非拉丁字符）
- 观众可调节的字幕字体大小（即“字幕音量控制”）
- 更多文字与背景色选项，包括透明与半透明背景
- 更多样式（如描边或阴影文字）
- 多种字体（包括等宽字体、衬线字体、无衬线字体与手写风格）
- 更高带宽，可传输更多数据
- 支持多语言频道，可传输多个独立字幕流

截至2009年，大多数数字电视环境下的字幕制作仍基于CEA-608模拟标准而非CEA-708，制作后通过如 EEG Enterprises 或Evertz Microsystems等公司设备转码至数字格式。因此，CEA-708标准中的多数增强功能在未被CEA-608支持的情况下无法启用。